# سنگ گوش
سنگ گوش (به انگلیسی: Otolith) سنگی بیضوی و سخت با ساختاری کلسیمی که در کیسه‌های غشایی، مانند گوش داخلی مهره‌داران، جای دارد.